# Konrad Heidkamp (Fußballspieler)
Konrad Heidkamp (* 27. September 1905 in Rath (Düsseldorf); † 5. März 1994 in München), auch „Conny“ gerufen, war ein deutscher Fußballspieler, der als Spielführer des FC Bayern München 1932 die deutsche Meisterschaft gewonnen und zwischen 1927 und 1930 neun Länderspiele für die A-Nationalmannschaft absolviert hatte.

## Karriere

### Vereine
Fußballerisch ist Heidkamp bei den „Schwarz-Weißen“ vom Düsseldorfer SC 99 groß geworden. Die lokale Konkurrenz im
Gau Berg-Mark war durch die sportliche Auseinandersetzung mit den Rivalen TuRU und Fortuna Düsseldorf geprägt. Im Jahre 1925 entschieden die „Düsseltaler“ vor TuRU Düsseldorf, dem SSV Elberfeld und Fortuna Düsseldorf die Gaumeisterschaft für sich. In der Endrunde um die westdeutsche Meisterschaft 1925/26 und zur Ermittlung der westdeutschen Vertreter für die Endrunde um die deutsche Meisterschaft 1925/26 konnten sich Heidkamp und seine Mitspieler vom DSC 99 nicht gegen den Duisburger SpV, Schwarz-Weiß Essen und Arminia Bielefeld durchsetzen. Der zweikampfstarke Defensivspieler debütierte am 6. September 1925 in der westdeutschen Verbandsauswahl im Spiel um den Bundespokal in Fürth gegen die Verbandsauswahl Süddeutschlands. Auch die drei Halbfinalspiele im Winter/Frühjahr 1928 mit der westdeutschen Auswahl gegen die norddeutsche Verbandsauswahl im Verbandspokal – das erste Spiel am 8. Januar endete in Hamburg 4:4 nach Verlängerung; das Wiederholungsspiel am 5. Februar 2:2 nach Verlängerung und das zweite Wiederholungsspiel brachte am 1. April in Altona mit dem 2:1 nach Verlängerung für den Norden die Entscheidung – waren sportliche Höhepunkte seiner Zeit beim Düsseldorfer SC. Die Spiele mit Ernst Albrecht, Georg Euler, Ernst Kuzorra und Fritz Szepan in der westdeutschen Auswahl verhalfen Heidkamp sich fußballerisch weiterzuentwickeln. Nach der zweimaligen Vizemeisterschaft 1927 und 1928 jeweils hinter Meister Fortuna Düsseldorf und der Begegnung während der Olympischen Spiele 1928 mit Ludwig Hofmann, der als „Vermittler“ fungierte, wechselte er nach Süddeutschland und schloss sich dem FC Bayern München zur Saison 1928/29 an.
Mit den „Rotenhosen“ gewann der „Grenadier vom Rhein“ genannte Verteidiger im Debütjahr 1928/29 sogleich die südbayerische Meisterschaft und zog damit in die Endrunde um die süddeutsche Meisterschaft ein. Durch die Erringung der Vizemeisterschaft qualifizierte er sich mit den Bayern als Teilnehmer an der Endrunde für die deutsche Meisterschaft 1929. Am 16. Juni gehörte er der Mannschaft um Ludwig Hofmann, Emil Kutterer und Josef Pöttinger an, die in München den Dresdner SC mit Spielern wie Rudolf Berthold, Richard Gedlich, Richard Hofmann, Kurt Stössel, im Achtelfinale mit 3:0 aus dem Wettbewerb warfen. Nach der 3:4-Niederlage n. V. im Viertelfinale beim Breslauer SC 08 schied er mit der Mannschaft ebenso aus dem Wettbewerb.
1930 und 1931 gewann er mit den Bayern erneut die südbayerische Meisterschaft, doch in den jeweiligen Endrunden um die süddeutsche Meisterschaft kam er mit seiner Mannschaft aber nicht über dritte Ränge hinaus.
Zum größten Vereinserfolg von „Conny“ Heidkamp wurde die Saison 1931/32. Nach der erneuten Meisterschaft in Südbayern vor dem Zweiten der Meisterschaft 1931, TSV 1860 München, erkämpfte er sich mit den Bayern in der Endrunde um die süddeutsche Meisterschaft in der Gruppe Süd/Ost vor dem 1. FC Nürnberg den ersten Platz und stand deshalb im Finale gegen den Gruppensieger Nord/West, Eintracht Frankfurt. Am 24. April entschieden die Hessen in Stuttgart das Endspiel mit 2:0 Toren für sich. In der Endrunde um die deutsche Fußballmeisterschaft 1932 setzten sich Spielführer Heidkamp und seine Mannschaftsspieler Josef Bergmaier, Ludwig Goldbrunner, Sigmund Haringer, Franz Krumm, Ernst Nagelschmitz, Oskar Rohr und Hans Welker – der Sturmführer Josef Pöttinger war in der gesamten Endrunde verletzt – im Mai gegen den Minerva 93 Berlin, den PSV Chemnitz (u. a. mit Erwin Helmchen) und im Halbfinale in Mannheim gegen den 1. FC Nürnberg (u. a. mit Willi Billmann, Hans Kalb und Anton Kugler) mit 2:0 durch und standen am 16. Juni in Nürnberg erneut im Finale gegen Eintracht Frankfurt. Unter der Anleitung von Trainer Richard Dombi dem Verteidigerpaar Haringer – Heidkamp und nach Toren von Rohr und Krumm setzte sich der FC Bayern München mit 2:0 durch und gewann vor 55.000 Zuschauern den ersten nationalen Titel, die deutsche Meisterschaft 1932. Grüne führt zum Finale an:

„Tags darauf waren die Medien trotz des eher mäßigen Spieles voll des Lobes: ‚Mit den Bayern ist die beste deutsche Mannschaft Meister geworden! Die im entscheidenden Augenblick beste deutsche Mannschaft!’, resümierte der ‚Fußball’ und nannte Haringer, Heidkamp und Goldbrunner als beste Bayernspieler.“

In den Jahren danach stellte der 1. FC Nürnberg in der Gauliga Bayern die erfolgreichste Mannschaft. Heidkamp, von 1937 bis 1939 hatte er das Traineramt beim BC Augsburg ausgeübt, zog mit den Bayern erst wieder im reifen Alter von 38 Jahren – er übte von 1943 bis 1945 das Amt des Spielertrainers aus – in der letzten Kriegsrunde 1943/44 in die Endrunde um die deutsche Meisterschaft ein. Am 16. April 1944 verlor der auf der Mittelläuferposition agierende Routinier mit seinen Mannschaftsspielern Wilhelm Simetsreiter und Jakob Streitle in der 1. Runde mit 1:2 Toren nach Verlängerung beim VfR Mannheim.

### Nationalmannschaft
Nach seinem Länderspieldebüt am 20. November 1927 in Köln, beim 2:2-Unentschieden gegen die Auswahl der Niederlande, wurde er auch für das erste Spiel der Nationalmannschaft nach den Olympischen Spielen 1928 am 16. September, beim 2:1-Sieg gegen die Auswahl Dänemarks nominiert. In dieser Begegnung erzielte er als linker Außenläufer mit dem Treffer zum 1:1 in der 58. Minute sein einziges Länderspieltor. Höhepunkt der internationalen Berufungen stellte für Heidkamp sein achter Länderspieleinsatz am 10. Mai 1930 in Berlin dar. An der Seite seiner Vereinsmitspieler Josef Bergmaier, Ludwig Hofmann und Josef Pöttinger war er beim 3:3-Unentschieden gegen die Auswahl Englands im Einsatz. Mit seinem neunten Länderspieleinsatz am 28. September 1930 in Dresden, beim 5:3-Sieg gegen die Auswahl Ungarns verabschiedete er sich aus der Nationalmannschaft. Im Bundespokal war er für die Bayern noch bis zum Jahre 1935 aktiv.
Heidkamp gehörte des Weiteren dem DFB-Aufgebot für das olympische Fußballturnier 1928 in Amsterdam an. In den Turnierspielen gegen die Auswahlen der Schweiz und Uruguays – die deutsche Läuferreihe formierte sich in beiden Spielen mit Georg Knöpfle, Hans Kalb und Ludwig Leinberger – ist er allerdings nicht zum Einsatz gekommen.

## Retter der Pokale
Während viele Vereine 1940 einem Aufruf von Generalfeldmarschall Hermann Göring zur „Metallspende“ gefolgt waren und ihre Pokale bereitwillig zur Einschmelzung für die Waffenproduktion übergeben hatten, bewahrten die Bayern ihre Trophäen weiterhin in der Geschäftsstelle in der Münchner Innenstadt auf. Im Spätsommer 1942 begannen die amerikanischen Luftangriffe auf München, was die Trophäensammlung der Bayern in Gefahr brachte. Heidkamps Frau Magdalena erinnerte sich an einen Bauern in Ascholding bei Wolfratshausen, bei dem sie als Kind die Ferien verbracht hatte. Mit einem Holzvergaser-Auto brachte man die in Kisten verpackten Pokale dorthin und lagerte sie in einem Raum neben dem Stall.
Im Frühjahr 1945 standen die Amerikaner, deren Soldaten als eifrige Sammler von Souvenirs aller Art galten, kurz vor dem Einmarsch. Die Heidkamps vergruben nun die Kisten mit den wertvollen Trophäen auf dem Ascholdinger Hof.
Mehr als 25 Jahre später besichtigte Magda Heidkamp das soeben eröffnete Vereinszentrum an der Säbener Straße. In ihren Erinnerungen Mein Leben mit Konny Heidkamp schreibt sie: „Dort bekam ich zum ersten Mal die Pokale zu sehen, die ich bisher nur in Kisten kannte.“

## Sonstiges
Heidkamp war interimsweise 1943 bis 1945 als Trainer des FC Bayern München tätig gewesen. Er war Ehrenmitglied beim FC Bayern. Der kaufmännische Angestellte (zeitweise am Deutschen Theater München) stieg während seiner 40-jährigen Zugehörigkeit zur Firma Siemens & Halske bis zum Geschäftsführer auf. Sein Sohn war der Musik- und Literaturkritiker Konrad Heidkamp.